# 明村 (千葉県)
明村（あきらむら）は、千葉県東葛飾郡にかつて存在した町。現在の松戸市の中部にあった。現在は松戸市立図書館明分館、明市民センター、松戸市社会福祉協議会(明支部など)にその名をわずかに留めている。

## 沿革
- 1889年（明治22年）4月1日 - 町村制施行に伴い、上本郷村・根本村・南花嶋村・竹ヶ花村・伝兵衛新田（現・栄町）・古ヶ崎村・小根本村・稔台・岩瀬村・松戸新田が合併し東葛飾郡明村が成立。
- 1933年（昭和8年）4月1日 - 松戸町（現在の松戸市）と合併し、消滅する。

## 参考資料
- 松戸市史